# ここは退屈迎えに来て
『ここは退屈迎えに来て』（ここはたいくつむかえにきて）は、山内マリコによる小説。R-18文学賞読者賞受賞作「十六歳はセックスの齢」を含む連作小説集。2012年、幻冬舎より刊行された。2018年に映画化。

## 書誌情報
- 単行本 - 2012年8月24日発売、幻冬舎、ISBN 4344022327
- 文庫本 - 2014年4月10日発売、幻冬舎文庫、ISBN 4344421884

## 映画
2018年10月19日公開。監督は廣木隆一。主演は橋本愛、門脇麦、成田凌。

### ストーリー
10年東京で過ごし、なんとなく地元に帰ってきた「私」。ぱっとしない日々の中で高校時代の友人に再会し、当時あこがれていた「椎名くん」に会いに行くことにー。

### キャスト
- 私 - 橋本愛
- あたし - 門脇麦
- 椎名くん - 成田凌
- 新保くん - 渡辺大知（黒猫チェルシー）
- 山下南 - 岸井ゆきの
- 森繁あかね - 内田理央
- サツキ - 柳ゆり菜
- まなみ先生 - 瀧内公美
- 遠藤 - 亀田侑樹
- なっちゃん - 片山友希
- 椎名朝子 - 木崎絹子
- 皆川光司 - マキタスポーツ
- 須賀さん - 村上淳

### スタッフ
- 監督 - 廣木隆一
- 原作 - 山内マリコ「ここは退屈迎えに来て」（幻冬舎文庫）
- 脚本 - 櫻井智也
- 音楽 - フジファブリック
- 主題歌 - フジファブリック「Water Lily Flower」（Sony Music Associated Records）
- 製作 - 斉藤剛、高橋章、瀬井哲也、佐野真之、宮前泰志、板倉均、佐竹一美
- エグゼクティブプロデューサー - 金吉唯彦
- プロデューサー - 宇田川寧、田口雄介、杉山剛
- アソシエイト・プロデューサー - 小林亜里、長井龍
- 音楽プロデューサー - 安井輝
- 撮影 - 水口智之
- 照明 - 北岡孝文
- 録音 - 深田晃
- 美術 - 丸尾知行
- 装飾 - 吉村昌悟
- 編集 - 野本稔
- 衣装 - 田中亜由美
- ヘアメイク - 永江三千子、酒井夢月
- 特殊車両 - 佐藤秀美
- 視覚効果 - 松本肇
- 音響効果 - 渋谷圭介
- スクリプター - 大西暁子
- キャスティング - 細川久美子
- 助監督 - 中里洋一
- 制作担当 - 村山亜希子
- 配給 - KADOKAWA
- 制作プロダクション - ダブ
- 製作幹事 - ソニー・ミュージックアーティスツ
- 製作 - 「ここは退屈迎えに来て」製作委員会（ソニー・ミュージックアーティスツ、バップ、アスミック・エース、カラーバード、北日本新聞社、ダブ）